# Charles Freuler
Charles Freuler war ein Schweizer Ruderer.

## Werdegang
Charles Freuler war Mitglied im Grasshopper Club Zürich und nahm mit seinen Vereinskameraden bei den Olympischen Sommerspielen 1920 in Antwerpen in der Achter-Regatta teil.